# Бондаренко, Игорь Ильич
И́горь Ильи́ч Бондаре́нко (14 октября 1926, Киев — 5 мая 1964, Обнинск, Калужская область, СССР; похоронен на Кончаловском кладбище). Выдающийся советский физик-экспериментатор и инженер. Доктор физико-математических наук, профессор. Лауреат Ленинской премии.

## Биография
Игорь Ильич Бондаренко одним из первых в СССР и мире начал заниматься решением научных и инженерных проблем использования ядерной энергии для освоения космоса — созданием ядерных ракетных двигателей (ЯРД), бортовых ядерных энергоисточников электричества, ионных движителей.
Руководил работами по реакторам с термоэмиссионным преобразованием энергии, а также разработками первой системы многогрупповых констант (БНАБ) для расчета быстрых реакторов.
Умер из-за врачебной ошибки 5 мая 1964 года в Клинике им. Бурденко в Москве. Похоронен на Кончаловском кладбище. Могила — объект культурного наследия регионального значения (статус присвоен в 1991 году).

Бондаренко прожил неоправданно короткую жизнь. В 1964-м, на 38 году своей жизни, он трагически погиб из-за врачебной ошибки. Как будто Бог, увидев, как много человек сделал, решил, что это уже чересчур и скомандовал: «Хватит».— Ю. Я. Стависский, д. ф.-м. н. В космос на атомной тяге. Мечты и реальность.

### Семья
- Отец — Илья Семёнович Бондаренко, выходец из украинской деревни, работал главным инженером Лианозовского вагоноремонтного завода.
- Мать — Ефросинья Андреевна Бондаренко, уроженка украинской деревни.
- Сестра — Ольга Ильинична Бондаренко.
- Жена — Людмила Сергеевна Бондаренко (21.07.1926—11.11.2016), похоронена рядом с мужем и сыном.
- Сын — Владимир (1956—1997), похоронен рядом с отцом.
- Дочь — Марина.
- Сын — Александр.

## Награды
- Ленинская премия (1960)
- Государственная премия СССР (1971)

## Память
- В честь Игоря Бондаренко названа площадь перед Физико-энергетическим институтом в Обнинске.